# Pierre Kalulu
Pierre Kalulu Kyatengwa (Lyon, 5 de junio de 2000) es futbolista francés que juega de defensor en la Juventus F. C. de la Serie A de Italia.

## Trayectoria

### Lyon
Kalulu se formó en AS De Santo-Prest y luego se unió a la academia del Olympique de Lyon en 2010. En Lyon pasó a diferentes categorías desde 2010 hasta 2018 y estuvo en el 2.º equipo de Lyon desde junio de 2018.

### A. C. Milan
En el verano de 2020 llegó a Italia para unirse al A. C. Milan y firmó un contrato hasta 2025. El 10 de diciembre de 2020, Kalulu hizo su debut para el club, así como en fútbol profesional jugando en la Liga de Europa ante el Sparta Praga. Tres días más tarde hizo su debut en Serie A, reemplazando a Matteo Gabbia en el minuto 5 ante el Parma.
El 21 de agosto de 2024 fue cedido a la Juventus F. C. hasta junio de 2025 a cambio de 3.3 millones de euros. Durante la temporada participó en 39 encuentros, en los que marcó un gol al Atalanta B. C., y en junio fue adquirido en propiedad y firmó hasta mediados de 2029.

## Selección nacional
Además de su ciudadanía francesa, también tiene la ciudadanía congoleña. Desde entonces jugó a través de varios equipos juveniles de Francia, participando en el Campeonato Europeo de la UEFA Sub-19 2019.
El 5 de junio de 2025 debutó con la selección francesa en las semifinales de la Liga de Naciones de la UEFA 2024-25 ante España, partido que terminó con triunfo español por cinco a cuatro.

## Estadísticas

### Clubes
Actualizado al último partido disputado el 1 de julio de 2025.
| Club                         | Div.          | Temporada     | Liga  | Liga  | Copas nacionales | Copas nacionales | Copas internacionales | Copas internacionales | Total | Total |
| Club                         | Div.          | Temporada     | Part. | Goles | Part.            | Goles            | Part.                 | Goles                 | Part. | Goles |
| ---------------------------- | ------------- | ------------- | ----- | ----- | ---------------- | ---------------- | --------------------- | --------------------- | ----- | ----- |
| Olympique de Lyon II Francia | 4.ª           | 2018-19       | 17    | 0     | ―                | ―                | ―                     | ―                     | 17    | 0     |
| Olympique de Lyon II Francia | 4.ª           | 2019-20       | 19    | 0     | ―                | ―                | ―                     | ―                     | 19    | 0     |
| Olympique de Lyon II Francia | Total club    | Total club    | 36    | 0     | 0                | 0                | 0                     | 0                     | 36    | 0     |
| A. C. Milan · Italia         | 1.ª           | 2020-21       | 13    | 1     | 1                | 0                | 4                     | 0                     | 18    | 1     |
| A. C. Milan · Italia         | 1.ª           | 2021-22       | 28    | 1     | 4                | 0                | 5                     | 0                     | 37    | 1     |
| A. C. Milan · Italia         | 1.ª           | 2022-23       | 34    | 1     | 2                | 0                | 10                    | 0                     | 46    | 1     |
| A. C. Milan · Italia         | 1.ª           | 2023-24       | 9     | 0     | 0                | 0                | 2                     | 0                     | 11    | 0     |
| A. C. Milan · Italia         | Total club    | Total club    | 84    | 3     | 7                | 0                | 21                    | 0                     | 113   | 3     |
| Juventus F. C. · Italia      | 1.ª           | 2024-25       | 29    | 1     | 2                | 0                | 12                    | 0                     | 43    | 1     |
| Juventus F. C. · Italia      | Total club    | Total club    | 29    | 1     | 2                | 0                | 12                    | 0                     | 43    | 1     |
| Total carrera                | Total carrera | Total carrera | 149   | 4     | 9                | 0                | 33                    | 0                     | 191   | 4     |

## Palmarés

### Títulos nacionales
| Título  | Club        | País   | Año  |
| ------- | ----------- | ------ | ---- |
| Serie A | A. C. Milan | Italia | 2022 |

## Vida privada
Es hermano de los futbolistas Aldo Kalulu y Gédéon Kalulu. Es de ascendencia ruandesa y congoleña.